# Schöchleinsmühle
Schöchleinsmühle ist ein Gemeindeteil der Gemeinde Mistelgau im Landkreis Bayreuth (Oberfranken, Bayern). Schöchleinsmühle liegt in der Gemarkung Langweiler Wald.

## Geografie
Die Einöde Schöchleinsmühle liegt am Zeubach und am westlichen Rand des Langweiler Walds etwa 500 Meter südöstlich der Einöde Schöchleins.

## Geschichte
Der Ort wurde 1834 auf dem Gemeindegebiet von Wohnsgehaig gegründet. 1864 erfolgte die Umgemeindung nach Volsbach. Im Zuge der Gebietsreform in Bayern wurde Schöchleinsmühle am 1. Januar 1972 in die neu gebildete Gemeinde Ahorntal eingegliedert. Anlässlich der Auflösung des gemeindefreien Gebiets Langweiler Wald zum 1. März 2020 wurde der Ort zeitgleich von der Gemeinde Ahorntal in die Gemeinde Mistelgau umgegliedert.
Zuvor war es eine 4530 Quadratmeter große Exklave der Gemeinde Ahorntal, umgeben vom gemeindefreien Gebiet und der Gemeinde Mistelgau, Gemarkung Wohnsgehaig.

### Einwohnerentwicklung
| Jahr      | 001861 | 001871 | 001885 | 001900 | 001925 | 001950 | 001961 | 001970 | 001987 |
| Einwohner | 3      | 8      | 5      | 4      | 6      | 3      | 2      | 2      | 2      |
| Häuser    |        |        | 1      | 2      | 1      | 1      | 1      |        | 1      |
| Quelle    | [ 8 ]  | [ 9 ]  | [ 10 ] | [ 11 ] | [ 12 ] | [ 13 ] | [ 14 ] | [ 15 ] | [ 1 ]  |

## Religion
Die Protestanten sind nach St. Bartholomäus (Mistelgau) gepfarrt, die Katholiken nach Mariä Geburt (Volsbach).